# Kionophyton riodelayensis
Kionophyton riodelayensis är en orkidéart som först beskrevs av Burns-bal., och fick sitt nu gällande namn av Paul Miles Catling. Kionophyton riodelayensis ingår i släktet Kionophyton och familjen orkidéer. Inga underarter finns listade i Catalogue of Life.